# Signalerkennungspartikel
Das Signalerkennungspartikel (englisch signal recognition particle, SRP) ist ein Ribonukleoprotein, das am cotranslationalen Transport von Proteinen in das endoplasmatische Retikulum (ER) von Eukaryoten und die Plasmamembran von Prokaryoten beteiligt ist.
Der Kern des SRP ist universell und in allen sechs biologischen Reichen konserviert.

## Aufbau

### Komponenten
SRP ist bei Eukaryoten und Prokaryoten unterschiedlich zusammengesetzt, weist jedoch einige Gemeinsamkeiten auf. Für Eukaryoten ist SRP aus Säugetieren am besten untersucht. Dort besteht er aus einer 300 Nukleotid-langen, meist doppelsträngigen 7SL-RNA und sechs Polypeptiden mit einer Masse von 9, 14, 19, 54, 68 und 72 kDa. Sie werden daher auch als SRP9, SRP14, SRP19, SRP54, SRP68 und SRP72 bezeichnet. In der Backhefe Saccharomyces cerevisiae, einem einzelligen Eukaryot, hat die RNA (scR1) eine Sedimentationskoeffizienten von 11S. Die Proteine sind homolog zu denen in Säugetieren und tragen die Bezeichnung Srp21p, Srp14p, Sec65p, Srp54p, Srp68p und Spr72p. Anderen primitiven Eukaryoten, wie beispielsweise den Protozoen Giardia intestinalis oder Trypanosoma cruzi, fehlen die Homologe zu SRP9 und SRP14. Dem Parasiten Encephalitozoon cuniculi fehlt überdies ein Homolog zu SRP68 und SRP72.
Prokaryoten haben einen wesentlich kleineren SRP. In einigen grampositiven Bakterien wie Bacillus subtilis ist die RNA (scRNA) 6S groß, während der Sedimentationskoeffizient der SRP-RNA (ffs) beim gramnegativen Bakterium Escherichia coli 4,5S beträgt und diese eine Länge von 114 Nukleotiden hat. Bakterien weisen nur ein Homolog zu SRP54 auf, welches als Ffh (fiftyfour-homolog, englisch für „54-Homolog“) bezeichnet wird. In B. subtilis assoziiert noch zusätzlich ein 10 kDa großes Protein, HBSu, mit der SRP-RNA.
In Archaeen ähnelt die 7S-RNA der von Eukaryoten, jedoch weisen diese nur zwei Homologe SRP-Proteine auf: SRP19 und SRP54. Pflanzen besitzen neben einem cytosolischen SRP auch ein SRP in den Chloroplasten. Dieses besteht aus einem SRP54-homologen Protein (cpSRP54) und cpSRP43, ein 43 kDa großes Protein. Plastidäres SRP ist dahingehend einzigartig, da es keine RNA hat.

### Struktur
SRP besteht aus einer S- und einer Alu-Domäne, welche die zwei unterschiedliche Funktionen des Komplexes widerspiegeln. Die S-Domäne ist bei Eukaryoten aus SRP54, SRP19, dem Hetereodimer SRP68/SRP72, und drei Helices der SRP-RNA (Helix 6–8) zusammengesetzt. In Bakterien sind nur die Helix 8 und das SRP54-Homolog Ffh konserviert, während in Archaeen die Homologe SRP54 und SRP19 erhalten sind. Dort fehlt aber die Helix 7. Die S-Domäne vermittelt die Bindung an die Signalsequenz eines Proteins und an den SRP-Rezeptor an der Membran des ER.
Die Alu-Domäne ist in Eukaryoten aus dem Hetereodimer SRP9/14 und der restlichen SRP-RNA zusammengesetzt. Dort finden sich auch das 5'- und das 3'-Ende der RNA. Die Alu-Domäne ist für eine Verzögerung während der Translation verantwortlich. Da diese Domäne in vielen Bakterien fehlt, ist dort eine solche Translationsverzögerung unwahrscheinlich. Außerdem weisen Daten aus der Kryoelektronenmikroskopie darauf hin, dass SRP durch die Alu-Domäne an die kleine ribosomale Untereinheit (40S) gebunden wird.

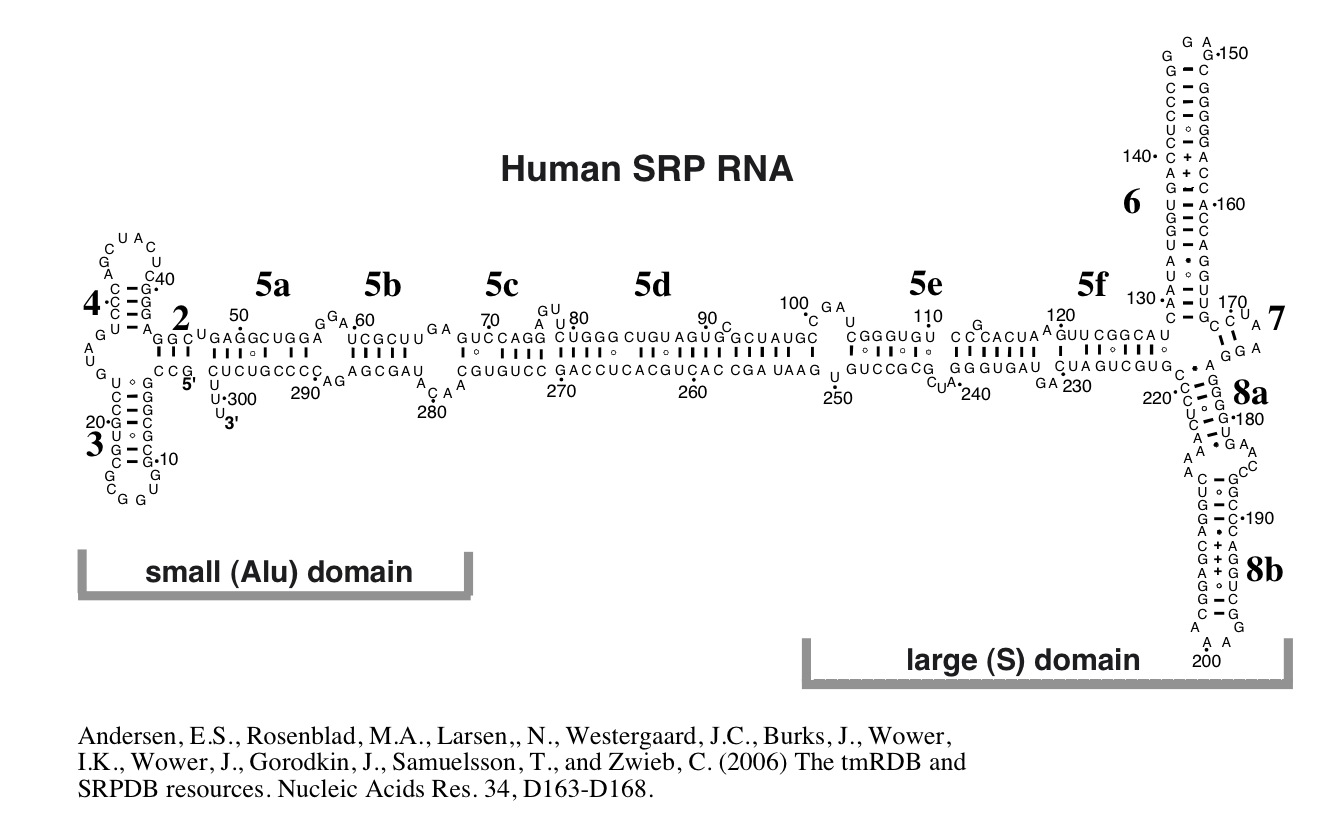
Aufbau der SRP-RNA beim Menschen.

## Bedeutung
Der Komplex besitzt GTPase-Aktivität. Die Erkennung des Signalpeptids, welches im Zentrum aus mindestens 8 unpolaren Aminosäuren besteht, erfolgt im GTP-gebundenen Zustand. Wenn dieses den ribosomalen Kanal verlässt, wird es von der SRP54-Untereinheit erkannt.
Der SRP-Komplex liegt in Eukaryoten im Cytosol vor. Er bindet reversibel an die Signalsequenz eines gerade translatierten Proteins und an die große Untereinheit des Ribosoms. Die Signalsequenz hat eine Länge von 15 bis 50 Aminosäuren und besteht aus einer positiv geladenen N-terminalen Region und einem polaren C-terminalen Bereich.
Die Translation des Proteins wird verzögert und der gesamte Komplex aus Polypeptid, SRP und Ribosom bindet an einen SRP-Rezeptor des Endoplasmatischen Reticulums. Über einen Translokationsapparat (Translocon) wird die bereits vorliegende Aminosäurekette in das Lumen des ER überführt. Das SRP und dessen Rezeptor hydrolysieren währenddessen GTP zu GDP und dissoziieren. Die Translation wird daraufhin fortgesetzt.

## Geschichte
Das SRP wurde von Peter Walter identifiziert und charakterisiert, als er als Doktorand unter Günter Blobel arbeitete.